# Charline Hartmann
Charline Hartmann (* 26. Dezember 1985 in Tönisvorst) ist eine ehemalige deutsche Fußballspielerin. Mit über 100 Toren in der Bundesliga zählte sie zu den treffsichersten Stürmerinnen.

## Karriere
Charline Hartmann begann im Alter von neun Jahren mit dem Fußballspielen, nachdem sie von ihrem Vater zu einem Fußballturnier mitgenommen wurde. Sie begann beim SC Viktoria Anrath aus dem gleichnamigen Willicher Stadtteil und setzte das Fußballspielen beim DJK VfL Willich aus dem gleichnamigen Hauptort fort.
2001 verpflichtete sie der Bundesligist FCR 2001 Duisburg, für den in ihrer Premierensaison 2003/04 am 19. Oktober 2003 beim 2:2-Unentschieden im Auswärtsspiel gegen den FSV Frankfurt debütierte. Nach ihrem zweiten Bundesligaspiel am 16. November (7. Spieltag), beim 7:0-Sieg im Heimspiel gegen den 1. FC Saarbrücken, wechselte sie (in der laufenden Saison) zum West-Regionalligisten SGS Essen, mit dem sie 2004 in die Bundesliga aufstieg und in dieser vier Spielzeiten absolvierte, 81 Bundesligaspiele bestritt und 54 Tore erzielte. Ihre ersten von 12 Bundesligatoren erzielte sie am 12. September 2004 (2. Spieltag) beim 3:0-Sieg im Heimspiel gegen den TSV Crailsheim mit den Treffern zum 1:0 und 2:0 in der 41. und 52. Minute.
In der Saison 2005/06 erzielte sie gar 16 Tore und belegte gemeinsam mit Kerstin Garefrekes den sechsten Platz der Torjägerliste. Die größte Anzahl an Bundesligatoren erzielte sie in der Folgesaison mit 18. Zur Saison 2008/09 kehrte sie zum FCR 2001 Duisburg zurück, den sie nach nur einer Saison, in der sie nur zehn Bundesligaspiele bestritt und vier Tore erzielte, wieder verließ.
Sie schloss sich dem 1. FC Köln an, dessen neugegründete Frauenfußball-Abteilung zum 1. Juli 2009 aus dem FFC Brauweiler Pulheim hervorging und den Spielbetrieb in der 2. Bundesliga aufnahm. Zur Saison 2011/12 kehrte Hartmann zur Sportgemeinschaft Essen-Schönebeck 19/68 e. V. zurück. Nach 206 Punktspielen (98 Tore), 12 DFB-Pokal-Spielen (10 Tore) und drei Ligacupspielen (6 Tore) für die SGS Essen, gab Hartmann im Mai 2017 bekannt, Essen mit Saisonende zu verlassen und ihre aktive Karriere zu beenden.
Als einzige Spielerin mit einer dreistelligen Zahl an Bundesligatoren wurde sie nie in eine A-Nationalmannschaft berufen.

## Erfolge
- UEFA-Women’s-Cup-Sieger 2009
- DFB-Pokalsieger 2010
- Meister der Regionalliga West 2004 und Aufstieg in die Bundesliga 2004

## Sonstiges
Charline Hartmann ist gelernte Bürokauffrau, die diesen Beruf auch ausübt.